# Sveti Trije Kralji, Radlje ob Dravi
Sveti Trije Kralji este o localitate din comuna Radlje ob Dravi, Slovenia, cu o populație de 206 locuitori.